# Walker Arm
El Walker Arm es un fiordo tributario del fiordo de Sam Ford situado en la costa nororiental de la isla de Baffin (70°36′00″N 71°33′00″O / 70.60000, -71.55000) en la región de Qikiqtaaluk en Nunavut, Canadá. El asentamiento Inuit de Pond Inlet (o Mittimatalik en Inuktitut) está a unos 325 km al nordeste y el de Clyde River (o Kanngiqtugaapik en su accepción en Inuktitut) está a unos 100 km al este.

## Geografía
El Walker Arm desemboca en la orilla occidental del fiordo de Sam Ford. Tiene una longitud aproximada de 55 km y una anchura de unos 5 km en su parte más ancha. Un río proveniente del casquete polar de Barnes desemboca en el extremo más meridional del Walker Arm.
Este fiordo tiene en sus costas algunos de los acantilados marinos más verticales del mundo como son el Polar Sun Spire de 1.438 metros y el Beluga. También contiene otros grandes acantilados marinos no tal altos pero de gran tamaño como son la gran muralla rocosa de unos 4 km de longitud llamada Walker Citadel o el Great Cross Pilar que tiene dos hendiduras en forma de cruz visibles desde la lejanía y que dan nombre a esta gran pared.